# Division 1 i amerikansk fotboll för herrar 2014
Division 1 var den näst högsta serien i amerikansk fotboll för herrar i Sverige 2014. Serien spelades 17 maj - 20 september 2014. Serien bestod av 19 lag uppdelade i två nivåer, Superettan med tre lag och tre stycken division 1 serier med 5-6 lag vardera. Lagen i Superettan spelade dubbelmöten inom divisionen och enkelmöten med lagen i den division 1 serie de spelade i året innan. Segrarna i de tre division 1 serierna är kvalificerade för Superettan 2015.  Vinst gav 2 poäng, oavgjort 1 poäng och förlust 0 poäng.

## Serieindelning[2]
S = Spelade matcher; V = Vunna matcher; O = Oavgjorda matcher; F = Förlorade matcher

GP = Gjorda poäng; IP = Insläppta poäng; P = Poäng
Färgkoder:
     – Segrare.

     – Uppflyttning till Superettan.

### Superettan
Lagen möts i dubbelmöten hemma och borta samt enkelmöten med lagen i den division 1 serie de spelade i tidigare.
| Nr | Lag               | S | V | O | F | GP  | IP  | PS   | P  |
| -- | ----------------- | - | - | - | - | --- | --- | ---- | -- |
| 1  | Västerås Roedeers | 8 | 8 | 0 | 0 | 302 | 82  | +220 | 16 |
| 2  | Gefle Red Devils  | 8 | 6 | 0 | 2 | 240 | 169 | +71  | 12 |
| 3  | Göteborg Marvels  | 9 | 2 | 0 | 7 | 108 | 151 | −43  | 4  |

| Hemma \ Borta     | GRD   | GM   | VR    |
| Gefle Red Devils  | —     | 14-0 | 21-54 |
| Göteborg Marvels  | 20-27 | —    | 6-31  |
| Västerås Roedeers | 39-21 | 43-0 | —     |

- Gefle och Västerås spelar med Östra
- Göteborg spelar med Västra

### Östra
Lagen möts i dubbelmöten hemma och borta samt enkelmöten med Gefle Red Devils och Västerås Roedeers.
| Nr | Lag                    | S | V | O | F | GP  | IP  | PS   | P  |
| -- | ---------------------- | - | - | - | - | --- | --- | ---- | -- |
| 1  | Djurgårdens IF AF      | 8 | 5 | 0 | 3 | 158 | 90  | +68  | 10 |
| 2  | Nyköping Baltic Beasts | 8 | 4 | 1 | 3 | 216 | 147 | +69  | 9  |
| 3  | Telge Truckers         | 8 | 1 | 1 | 6 | 95  | 206 | −111 | 3  |
| 4  | Dalecarlia Rebels      | 8 | 1 | 0 | 7 | 69  | 297 | −228 | 2  |

| Hemma \ Borta          | DR    | DIF   | GRD   | NBB   | TT    | VR    |
| Dalecarlia Rebels      | —     | 14-32 | -     | 3-44  | 6-26  | 0-40  |
| Djurgårdens IF AF      | 6-0   | —     | 12-13 | 12-14 | 30-6  | -     |
| Gefle Red Devils       | 75-0  | -     | —     | 38-30 | -     | -     |
| Nyköping Baltic Beasts | 50-13 | 8-14  | -     | —     | 32-7  | 20-42 |
| Telge Truckers         | 24-33 | 0-38  | 14-31 | 18-18 | —     | -     |
| Västerås Roedeers      | -     | 35-14 | -     | -     | 18-01 | —     |

1 Telge hade för få spelare och matchen ställdes in. Västerås tilldömdes segern med 18-0.

Norrköping Panthers drog sig ur.

### Västra
Lagen möts i dubbelmöten hemma och borta samt enkelmöten med Göteborg Marvels.
| Nr | Lag                  | S | V | O | F | GP  | IP  | PS   | P  |
| -- | -------------------- | - | - | - | - | --- | --- | ---- | -- |
| 1  | Borås Rhinos         | 9 | 9 | 0 | 0 | 352 | 55  | +297 | 18 |
| 2  | Lidköping Lakers     | 9 | 6 | 1 | 2 | 199 | 121 | +78  | 13 |
| 3  | Skövde Dukes         | 9 | 5 | 0 | 4 | 158 | 116 | +42  | 10 |
| 4  | Karlskoga Wolves     | 9 | 2 | 1 | 6 | 84  | 207 | −123 | 5  |
| 5  | Carlstad Crusaders B | 9 | 0 | 0 | 9 | 26  | 366 | −340 | 0  |

| Hemma \ Borta        | BR    | CCb  | GM   | KW    | LL    | SD    |
| Borås Rhinos         | —     | 96-0 | -    | 44-7  | 46-0  | 26-7  |
| Carlstad Crusaders B | 0-48  | —    | -    | 13-27 | 7-36  | 0-25  |
| Göteborg Marvels     | 0-6   | 50-0 | —    | -     | 6-13  | -     |
| Karlskoga Wolves     | 8-30  | 20-6 | 8-20 | —     | 14-14 | 0-33  |
| Lidköping Lakers     | 19-20 | 44-0 | -    | 25-0  | —     | 29-14 |
| Skövde Dukes         | 14-36 | 20-0 | 9-6  | 22-0  | 14-19 | —     |

### Södra
Lagen möts i dubbelmöten hemma och borta.
| Nr | Lag                   | S  | V  | O | F  | GP  | IP  | PS   | P  |
| -- | --------------------- | -- | -- | - | -- | --- | --- | ---- | -- |
| 1  | Ystad Rockets         | 10 | 10 | 0 | 0  | 368 | 62  | +306 | 20 |
| 2  | Ekeby Greys           | 10 | 8  | 0 | 2  | 450 | 76  | +374 | 16 |
| 3  | Hässleholm Hurricanes | 10 | 6  | 0 | 4  | 312 | 172 | +140 | 12 |
| 4  | Halmstad Eagles       | 10 | 3  | 0 | 7  | 80  | 226 | −146 | 6  |
| 5  | Carlshamn Oakleaves   | 10 | 3  | 0 | 7  | 79  | 396 | −317 | 6  |
| 6  | Eslöv Generals        | 10 | 0  | 0 | 10 | 52  | 409 | −357 | 0  |

| Hemma \ Borta         | CO   | EkG   | EsG  | HE    | HH    | YR    |
| Carlshamn Oakleaves   | —    | 0-64  | 35-6 | 0-26  | 19-70 | 0-68  |
| Ekeby Greys           | 58-0 | —     | 68-0 | 48-0  | 40-6  | 18-26 |
| Eslöv Generals        | 0-12 | 6-84  | —    | 24-28 | 7-32  | 0-50  |
| Halmstad Eagles       | 0-7  | 0-34  | 20-9 | —     | 0-24  | 6-16  |
| Hässleholm Hurricanes | 56-0 | 20-28 | 50-0 | 30-0  | —     | 0-46  |
| Ystad Rockets         | 48-6 | 18-8  | 30-0 | 34-0  | 32-24 | —     |

## Resultat
Följande fyra lag är kvalificerade för Superettan 2015.
- Borås Rhinos (Tackade Ja)
- Djurgårdens IF AF (Tackade Ja)
- Västerås Roedeers (Ansökte om spel i Superserien, vilket beviljades)
- Ystad Rockets (Tackade Nej)

Superettan består 2015 av
- Borås Rhinos
- Djurgårdens IF AF
- Gefle Red Devils
- Göteborg Marvels